# La Aurora, Santa Cruz Zenzontepec
La Aurora är en ort i Mexiko.   Den ligger i kommunen Santa Cruz Zenzontepec och delstaten Oaxaca, i den sydöstra delen av landet, 400 km sydost om huvudstaden Mexico City. La Aurora ligger 762 meter över havet och antalet invånare är 378.
Terrängen runt La Aurora är kuperad åt sydost, men åt nordväst är den bergig. Runt La Aurora är det ganska glesbefolkat, med 39 invånare per kvadratkilometer. Närmaste större samhälle är Cieneguilla, 16,4 km sydost om La Aurora. I omgivningarna runt La Aurora växer huvudsakligen savannskog.